# RX J1856.5-3754
RX J1856.5-3754 est une étoile à neutrons située dans la constellation de la Couronne australe. C'est l'un des Sept Mercenaires, un groupe de jeunes étoiles à neutrons situées à une  distance entre 200 et 500 parsecs (650 et 1630 années-lumière) de la Terre.

## Découverte et caractérisation
RX J1856.5-3754 est une source X découverte accidentellement en 1992 dans la nébuleuse obscure de la Couronne australe. Sa nature d'étoile à neutrons est démontrée en 1996 ; elle résulte probablement d'une explosion de supernova survenue il y a environ un million d'années. Lors de sa découverte, c'est l'étoile à neutrons la plus proche de la Terre, à environ 400 al.

## Une étoile à quarks?
En combinant les observations de Chandra et de Hubble, les astronomes ont calculé, à la suite des observations du satellite Chandra du 10 avril 2002, que la température de surface était de 700 000 °C pour un diamètre de 4 à 8 kilomètres. Ceci est trop dense pour une étoile à neutrons, ce qui a fait suggérer qu'il pourrait s'agir d'une étoile à quarks, toutefois, cette hypothèse est peu supportée dans la communauté scientifique.
En 2007 il est montré que la température de surface de RX J1856.5-3754 avoisine 434 000 °C et son rayon 14 km (bien qu'avec les effets de la relativité générale il paraisse en faire 17).

## RX J1856.5-3754 et la biréfringence du vide
La biréfringence du vide est une conséquence de la polarisation du vide prévue par l'électrodynamique quantique. Selon cette théorie, l'espace, même vide, est rempli de particules virtuelles (chargées, par paires de signe opposé) qui apparaissent et disparaissent à chaque instant. Un champ magnétique est susceptible de modifier la polarisation de la lumière qui traverse cet espace. Le vide polarisé présente alors deux indices de réfraction selon la polarité de la lumière incidente, comme un milieu biréfringent.
Il faut cependant un champ magnétique très intense pour que le phénomène soit observable. Longtemps restée hypothétique, la biréfringence du vide semble désormais avoir été détectée. Après une analyse minutieuse des données du VLT, un effet de polarisation linéaire d'environ 16 % a été mis en évidence au sein de l’espace vide situé en périphérie de RX J1856.5-3754,.